# Eufonius
eufonius ist eine japanische Progressive-Rock-Band, die im Jahr 2003 ihr Debüt mit ihrer gleichnamigen Single eufonius bei einem Independent-Label gab. Die Gruppierung bestand ursprünglich aus den beiden Mitgliedern Riya und Hajime Kikuchi. Riya war dabei die Sängerin und Schreiberin der meisten Liedtexte. Hajime begleitete sie auf dem Keyboard und kümmerte sich um die Komposition und das Arrangement der Stücke. Später stieß mit Masashi Ōkubo ein weiteres Mitglied zur Unterstützung der Gruppe hinzu. Bekannt wurde die Gruppe hauptsächlich für ihre für verschiedene Animes und Computerspiele produzierten Titel. Bis zum Dezember 2008 veröffentlichte die Gruppierung elf Singles und sechs Alben. Die meisten davon wurden bei den beiden Labels Lantis und King Records veröffentlicht. Hinzu kommen noch zahlreiche Compilation-Alben und Original Soundtracks sowie eine Internet-Radio-Sendung mit dem Namen frequency⇒e. Diese läuft seit März 2005. Bisher (Stand: Dezember 2008) wurden neun solcher Sendungen übertragen.

## Diskografie
Dies ist eine nicht vollständige Auswahl an Singles und Alben der Band.

### Alben
- 2003: eufonius
- 2005: eufonius+
- 2006: Subarashiki Sekai (スバラシキセカイ)
- 2007: Σ
- 2007: metafysik
- 2008: Metrochrome (メトロクローム, Metorokurōmu)
- 2009: Nejimaki Musica (ねじまきむじか?)
- 2009: Ao no Scape (碧のスケープ?)
- 2010: Nejimaki Musica 2 (ねじまきむじか2?)
- 2011: Bezel
- 2011: Aletheia (アレセイア?)
- 2011: Phonon (フォノン?)
- 2012: Nejimaki Musica 3 (ねじまきむじか3?)
- 2014: Frasco

### Singles
- 2004: Habataku Mirai (はばたく未来, die Titel „Habataku Mirai“ (はばたく未来) und „Yawarakai Kaze no Naka de“ (柔らかい風の中で) wurden in der Anime-Fernsehserie Futakoi im Vor- und Abspann verwendet)
- 2005: New World/Bokura no Jikan (New World/ぼくらの時間, der Titel „Bokura no Jikan“ (ぼくらの時間) diente Futakoi als alternatives Ende)
- 2005: Idea (im Anime Noein wurde der gleichnamige Titel „Idea“ als Vorspann verwendet)
- 2006: Koisuru Kokoro (恋するココロ, Vorspann der Anime-Fernsehserie Kashimashi – Girl Meets Girl)
- 2006: Taiyō no Kakera/Guruguru – himawari version (太陽のかけら／ぐるぐる~himawari version~, der Titel „Guruguru – himawari version“ diente als Abspann der Anime-Fernsehserie Himawari!)
- 2007: Sorairo no Tsubasa/Kirakira (ソラ色のつばさ／きらきら, In der Fortsetzung Himawari!! wurde „Kirakira“ (きらきら) als Musik für den Abspann verwendet)
- 2007: Apocrypha (der Titel „Apocrypha“ wurde als Vorspann der Serie Shinkyoku Sōkai Polyphonica verwendet, während „Rakuen“ (楽園) als Zwischenstück gespielt wurde)
- 2007: Mag Mell/Dango Daikazoku (メグメル/だんご大家族, der Titel „Mag Mell“ wurde im Vorspann der Fernsehserie Clannad verwendet. Der Titel "Dango Daikazoku" wurde beim selben Anime als Abspann verwendet und wird von Chata gesungen)
- 2008: Relectia (リフレクティア, 23. Januar 2008, der gleichnamige Titel der Single wurde im Vorspann der Anime-Fernsehserie true tears verwendet)
- 2009: phosphorus (der Titel „phosphorus“ wurde als Vorspann der Serie Shinkyoku Sōkai Polyphonica Crimson S verwendet)